# Luoxia Hong
Luoxia Hong (en chinois 落下閎), né vers 130 et mort vers 70 avant notre ère, est un astronome chinois de la dynastie des Han occidentaux. Astronome folklorique du sud-ouest de la Chine, Hong est l'un des plus de vingt astronomes qui se sont rendus à Chang'an (aujourd'hui Xi'an) pour proposer un nouveau système de calendrier pour l'empereur Wu. Il n'était pas rare que les empereurs introduisent de nouveaux calendriers afin de mettre davantage l'accent sur les corps célestes qui étaient considérés comme particulièrement pertinents sur le plan astrologique pour le dirigeant, mais cette réforme était d'une telle ampleur qu'elle fut appelée le « Grand Commencement / Grand Début » (太初) dans les documents contemporains. Le calendrier établi par Hong et son associé Deng Ping a été accepté par rapport à celui d'autres concurrents, dont plusieurs astronomes impériaux. Il comprenait 12 mois de 29 ou 30 jours, avec un mois supplémentaire lors de sept années sur 19. Il comprenait également des calculs précis pour le mouvement du Soleil, de la Lune, des planètes et du temps des éclipses, que Hong a pu prédire en utilisant une sphère armillaire équatoriale qu'il a considérablement améliorée ou peut-être même inventée. Le calendrier luni-solaire de Tai Chu est entré en vigueur en 104 avant notre ère et est resté pratiquement inchangé pendant près de 2 000 ans. L'empereur Wu a offert à Hong un poste officiel à la cour, mais Hong a refusé et est retourné à la vie solitaire.

## Honneurs
L'astéroïde (16757) Luoxiahong porte son nom.